# Karpatho-Russische Kirche in Amerika

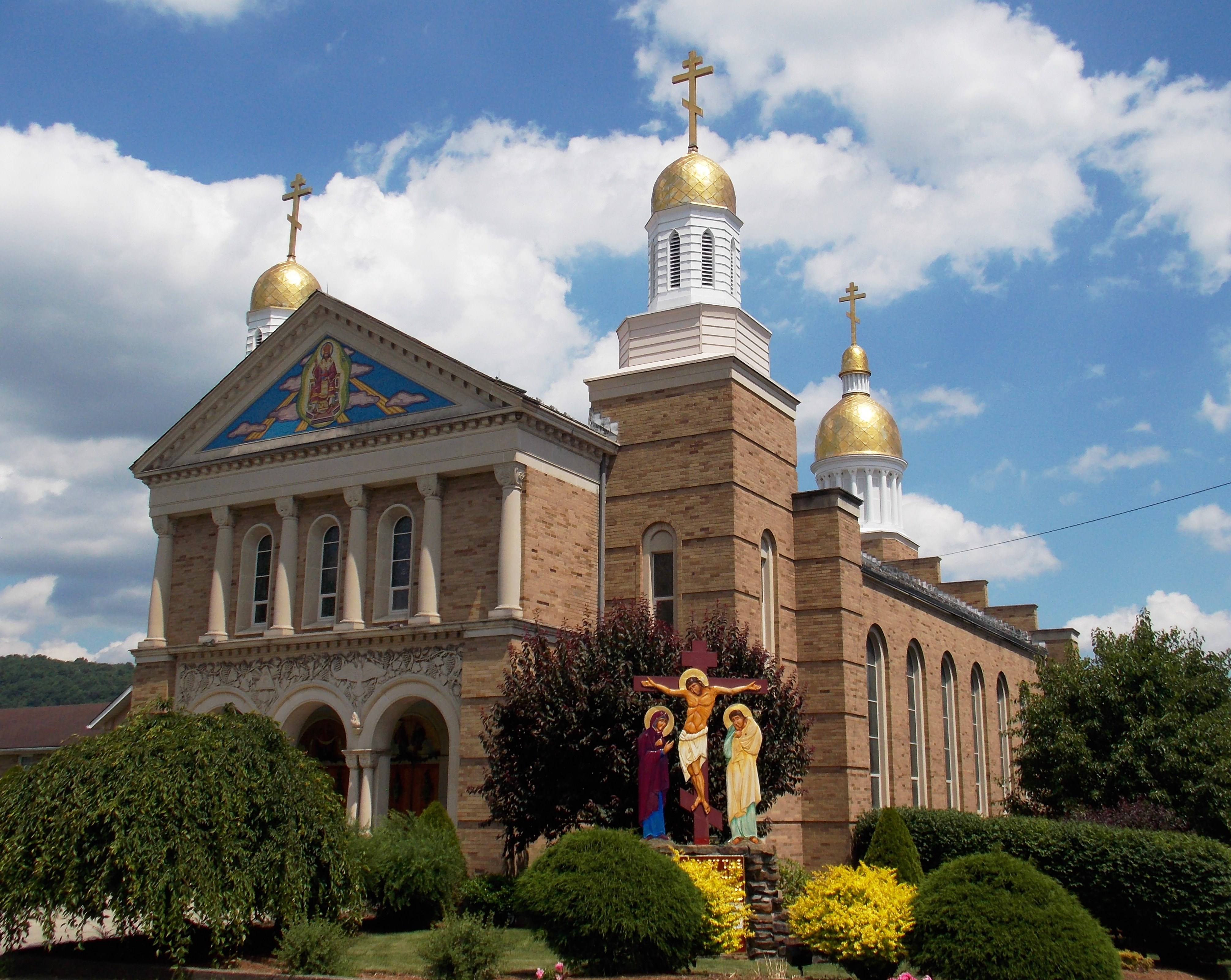
Erlöserkathedrale in Johnstown

Die Amerikanische Karpato-Russische Orthodoxe Diözese der USA (englisch American Carpatho-Russian Orthodox Diocese of the U.S.A., ACROD) ist eine orthodoxe Teilkirche innerhalb des Ökumenischen Patriarchats von Konstantinopel in den USA und Kanada.
Sie entstand 1935 aus einer Oppositionsgruppe amerikanischer Angehöriger der Ruthenischen griechisch-katholischen  Kirche als orthodoxe Kirche und wurde 1938 vom Ökumenischen Patriarchat unterstellt. Sitz ihres Bischofs (Metropoliten) ist Johnstown, Pennsylvania. Ein Kloster besteht in Tuxedo Park, New York.

## Bischöfe (Metropoliten)
- Orestes P. Chornock (1938–1977)
- Peter Shymansky (Auxiliarbischof, 1963–1964)
- John Martin (Auxiliarbischof 1966–1977, Leitender Bischof 1977–1984)
- Nicholas Smisko (1985–2011)
- Gregory (George) Tatsis (* 1958), seit 2012, Metropolit seit 2018[1]